# Mauer der Generalpächter

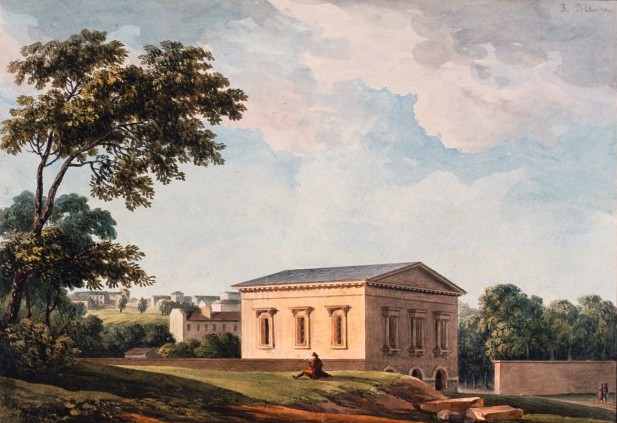
J. Palaiseau: La Barrière Blanche, 1819. Mauer der Generalpächter und Akzise- oder Zollhaus an der heutigen Place Blanche in Paris.

Die Mauer der Generalpächter (französisch Mur des Fermiers généraux) in Paris wurde zwischen 1785 und 1788 errichtet. Anders als die früheren Stadtmauern diente sie nicht zur Verteidigung, sondern zur Sicherung der Zolleinnahmen für die Gesellschaft der Generalpächter, der Ferme générale. Die Mauer der Generalpächter hatte eine Länge von 25 km und insgesamt sechzig Tore. Der Architekt Claude-Nicolas Ledoux war verantwortlich für die Planung und den Bau der Zollhäuser, er versuchte mit seinen Ideen eine Verbindung zwischen Form und Funktion herzustellen.

## Geschichte

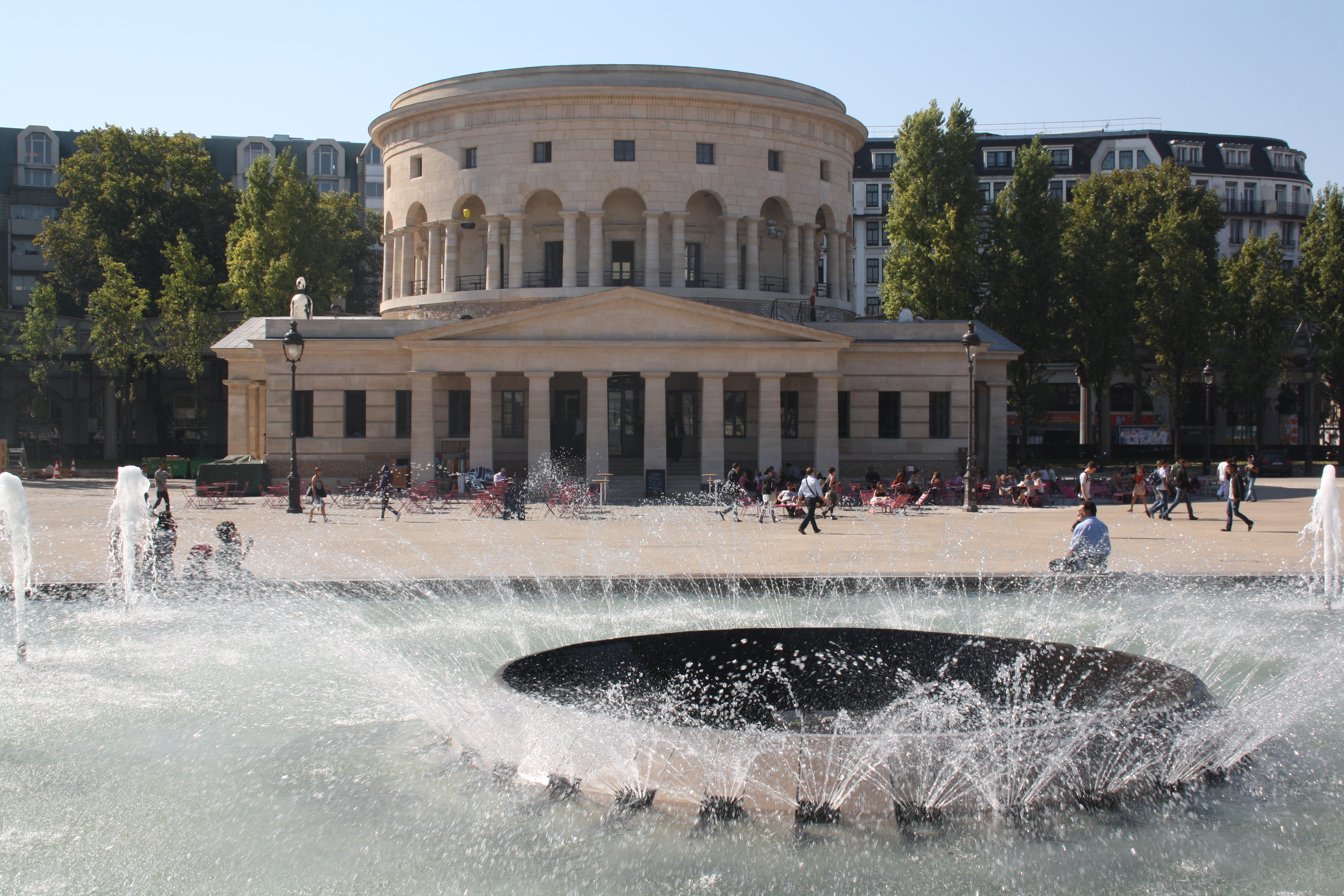
Die Rotonde de la Villette, erbaut 1788 nach einem Entwurf von Claude-Nicolas Ledoux

In Paris hatten die Generalpächter vom König das Recht erlangt, Zölle auf alle eingeführten Waren zu erheben, während Güter auf dem Land weiterhin der Taille unterworfen waren. Da Paris vor 1784 jedoch nur wenig begrenzt war, häufig nur durch niedrige Mauern und Holzzäune, entgingen den Generalpächtern und damit der königlichen Schatzkammer erhebliche Zolleinkünfte. Um die ständig wachsende Zahl von Schmugglern zu stoppen, wurde im Jahre 1784 – basierend auf einer Idee des Chemikers, Juristen und Steuerpächters (fermier général) Antoine Laurent de Lavoisier – Charles Alexandre de Calonne mit der Planung einer Mauer rund um Paris, der Mur des Fermiers généraux, beauftragt. Im Mai begann die Arbeit von Seiten der Hôpital de la Salpêtrière und setzte sich zügig fort. Im Jahre 1786 war die südliche Hälfte vollendet. Am 19. Juni 1790 wurde die Stadtmauer eingeweiht, doch nach Protesten der Pariser Bevölkerung stimmten die Abgeordneten der revolutionären Konstituante bereits im März 1791 für eine Aufhebung der Grenzfunktion. 1798 führte das Direktorium sie jedoch als „octroi municipal de bienfaisance“ (etwa: städtische Wohlfahrtssteuer) wieder ein. 1860 wurden die Mauern geschleift und die dahinter liegenden Gebiete, die petite banlieue, eingemeindet. Nur wenige Gebäude erinnern heute an die Mauer der Generalpächter, so etwa das erhalten gebliebene Zollhaus Rotonde de la Villette.
Der Verlauf der Mauer entspricht ungefähr der Führung der heutigen Metrolinien 2 und 6 zwischen der Place Charles de Gaulle und Place de la Nation.